# My Birthday
『My Birthday』（マイ バースディ）は、実業之日本社から発売されていた、10代女性をターゲットにした月刊誌（休刊）。定価390円（税込み）。通称「マイバ」。略称「MB」又は「M.B」。占い、心理テスト中心の記事が多い、という特徴があった。編集は創刊から説話社が担当。

## 概要
- 1979年4月創刊。毎月8日が発売日だった。
- ティーンズ誌の場合モデルが表紙を飾る事が多いが、マイバは創刊以来の伝統によりイラストが表紙を飾っていた。なお、表紙イラストレーターは創刊時のまつざきあけみ以降数回の交代をしており、休刊直前はTAMMY(イトウタミコ）だった。
- キャッチコピーは『愛と占いの情報誌』。初のティーンズ向け占い情報誌として創刊された。毎月・毎日の星占いと各月の誕生星座の詳細な星占いを連載し、各種の占いや心理テスト、おまじない、白魔術の特集を組んだ誌面で戦後第3次占いブームの波に乗り公称40万部の人気雑誌となった。[1]
- 占い、おまじないのみならず、ティーンズファッション、ビューティーケア、ダイエットなどの10代女性が関心を持つ事項も扱っていた。
- 有料制の読者会員制度を有していた（後述）。
- 2006年12月号をもって無期休刊（事実上の廃刊）。
- 2006年3月21日よりMyBirthdayHappyWeb（マイバースデイハッピーウェブ）として復活。
- 2010年3月通信販売でのみでMyBirthdayファンブックを販売（1,890円）
- ファンブックのふろく「ケントナカイの2010年星座読本」、「海のしずくペンダント」、「開運！お札シール」

### 主な連載
人気指数ランキング
読者アンケートによる著名人の人気ランキング。
ココロ・スイッチ
様々な場面の『きっかけ』を飯野賢治が書いたコラム。題字は毎回読者から募集している。
オフバースディ
読者が文通相手等を募集する。
日本の夜明け
お笑いタレントが読者の相談に乗るコーナー。
パンチDELI
読者から送られてきた、面白写真や疑問などを掲載。テーマの事を「食材」と言っている。
大好き、のウラ側見てみたい♪
商品などが作られる過程や裏技などを紹介するコーナー。
エンタメ!
芸能、映画、音楽、注目の人物などエンタ情報を紹介。
Hello Birthday
読者のコーナー。「おしゃべりロード」「勝手に言いたい放題」「タレントイラスト応援団」「感動励ましPOST」などがある。
ハートフルメッセージ
読者から送られてきた、詞、メッセージなどを紹介するコーナー。
マンスリーホロスコープ
エミール・シェラザードによる毎月、毎日の星占い。
今月の星座研究の「細密研究」。 
ハートフルトーク
芸能人の（主にアイドルや若手俳優）インタビューを掲載。

## 記事執筆者・監修者
占いや心理テスト、おまじないなどの記事を執筆・監修した占い師、研究家など
- ルネ・ヴァン・ダール・ワタナベ
- エミール・シェラザード
- マドモアゼル・愛
- 浅野八郎
- マーク・矢崎治信
- ルル・ラブア
- 王麗華
- 紅亜里
- 秋月さやか

## 著名なモデル
専属のモデルとして「MBフレンド」がおり、毎年オーディションが行われていた。落選者も読者モデルとして採用される場合もある。
- 松嶋菜々子
- 内田有紀
- 小林明実
- 大堀恵
- 佐藤愛子
- 高橋ゆかり

## 表紙イラストレーター
- まつざきあけみ
- 野崎ふみこ
- 小沢真理
- TAMMY
- イトウタミコ
- 安藤由紀

## MBメイト会員制度
「MBメイト」と呼ばれる有料制の読者会員制度があった。年1回誌上で会員を募集しており、読者大会の他、様々な特典があった。
- 主な入会特典
  - 入会時特典
    - 会員カードの発行
    - おまじないグッズのプレゼント

  - 誕生日特典
    - ホロスコーププレゼント
- 主な購入時割引特典
  - 関係通販・店舗
    - 誌上通販
    - おまじないグッズショップ「魔女っこハウス」

  - 一般店舗
    - クレープハウス・ユニ
    - 生活の木

## 関連誌

### 増刊・別冊からの派生誌
- 『増刊マイバースデイ』（『MISTY』に改名隔月刊化、のちに月刊化）
- 『別冊MyBirthdayふれんど版』（『ぱる』に改名し隔月刊化の後休刊）
- 『別冊MyBirthday おまじないコミック』（少女漫画雑誌『おまじないコミック』として月刊化の後、『ティーンズコミックパル』→『少女パル』の改名を経て休刊）

### 姉妹誌
- 『moniQue』（20代対象月刊誌、1989年7月-2002年7月、以後休刊）
- 『プチバースデイ』（小学生対象月刊誌、1987年3月-2003年9月、以後休刊）

### 関連レーベル
- M.B books
- M.Bコミックス

### こぼれ話
説話社編集・実業之日本社発行発売の漫画雑誌『少女パル』廃刊後、説話社・実業之日本社ラインの少女漫画雑誌は、刊行形態こそ変更があったが、すべてこの『My Birthday』の増刊枠として発行された。なお、『My Birthday』の事実上廃刊後は、おなじ編集・発行ラインの女性誌「MISTY」の増刊枠として発行されている。